# ハビエル・セルカス
ハビエル・セルカス・メナ（Javier Cercas Mena, 1962年4月6日 - ）はスペインの小説家、翻訳家。

## 経歴
カセレス生まれ。14歳の時にボルヘスの作品に感銘を受ける。1985年、バルセロナ自治大学を卒業。1989年から、ジローナ大学でスペイン文学を講じる。
『サラミスの兵士たち』（2001）がバルガス＝リョサの目にとまり、クッツェーやソンタグらが絶賛、数々の文学賞を受賞する。

## 邦訳作品
- 『サラミスの兵士たち』宇野和美 訳 河出書房新社 2008年10月
- 『テラ・アルタの憎悪』白川貴子 訳 早川書房 2024年01月

## 作品

### 小説
- El móvil (1987)
- El inquilino (1989)
- El vientre de la ballena (1997)
- サラミスの兵士たち Soldados de Salamina (2001)
- La velocidad de la luz (2005)
- Anatomía de un instante (2009)
- Las leyes de la frontera (2012)
- El impostor (2014)
- El monarca de las sombras (2017)
- Terra Alta (2019) （2019年プラネータ賞受賞）

### その他
- La obra literaria de Gonzalo Suárez (1993)
- Una buena temporada (1998)
- Relatos reales (2000)
- La verdad de Agamenón.  Crónicas, artículos y un cuento (2006)
- Anatomía de un Instante (2009)